# René de Malmann

a Compétitions nationales et continentales officielles uniquement.

b Matchs officiels uniquement.
Dernière mise à jour le 18 septembre 2015.
René de Mallmann, né le 2 novembre 1885 à Paris et mort le 8 décembre 1969 à Ingrandes-sur-Loire, est un joueur international français de rugby à XV et un physicien français.

## Biographie
Il était d'origine rhénane par son père et autrichienne par sa mère. Beau-frère du consul Auguste François, il était l'oncle de l'orientaliste Marie-Thérèse de Mallmann.
René de Mallmann détient les titres d'officier de la Légion d’honneur et d'officier de l'Instruction publique.

### Le rugbyman
Adolescent, c'est en Angleterre où il était pensionnaire (1899-1901) à l'Abbotsholme School dirigée par Cecil Reddie que s'affirma sa vocation scientifique et qu'il prit le goût du sport. Membre du Racing Club de France, il fut l'un des promoteurs du rugby à XV en France et compta 7 sélections en équipe de France (international no 35 : 1908-1910). Amateur de vitesse, il eut plusieurs accidents de moto ou d'auto.

### Le physicien
Bachelier, Licencié ès Sciences, Docteur ès Sciences à la Sorbonne, il se spécialisa en optique. L'essentiel de sa carrière de chercheur et d'enseignant se déroula à la Faculté des Sciences de Nancy et à l'Institut de Physique de Nancy dont il devint le directeur en 1935. Théoricien et habile expérimentateur, il milita pour le rapprochement entre Université et Industrie. Ses travaux portèrent notamment sur la polarisation rotatoire naturelle, la biréfringence électrique, la polarisation rotatoire magnétique, la réflexion elliptique et les couches superficielles minces. Élu en 1955 à l'Académie des sciences, il y succéda à Pierre Teilhard de Chardin.
Outre ses exploits sportifs, René de Mallemann s'enorgueillissait particulièrement d'avoir été l'un des initiateurs scientifiques de Frédéric Joliot-Curie (1900-1958) qui avec son épouse Irène Curie reçut le prix Nobel de chimie, avant de poursuivre une remarquable carrière scientifique et politique.
Pendant la Grande Guerre, René de Mallemann perdit un œil lors de l'explosion du laboratoire du Service chimique de l'Armée auquel il avait été affecté en 1916.
René de Mallemann fut aussi un actif militant politique.[style à revoir].

## Publications
- Introduction à l'étude des sciences physiques, Nancy, 1938.
- Titres et travaux scientifiques, Sté d'Edition d'Enseignement Supérieur, Paris, 1953.
- Notice sur la vie et les travaux de Pierre Teilhard de Chardin : 1881-1955 Institut de France. Académie des Sciences. 28 mai 1962.